# جاك كرامر (لاعب كرة قدم أمريكية)
جاك كرامر (بالإنجليزية: Jack Kramer)‏ هو لاعب كرة قدم أمريكية أمريكي، ولد في 26 يوليو 1919.